# بهلای
بالای
شهر بالای (به انگلیسی: Bhilai) با جمعیت ۷۰۵٫۴۳۶ نفر در ایالت چتیسگر در کشور هند واقع شده‌است.